# Olympische Sommerspiele 1932/Teilnehmer (Uruguay)
| Gelbes Symbol für Goldmedaillen mit stilisierten Olympischen Ringen | Graues Symbol für Silbermedaillen mit stilisierten Olympischen Ringen | Braundes Symbol für Bronzemedaillen mit stilisierten Olympischen Ringen |
| ------------------------------------------------------------------- | --------------------------------------------------------------------- | ----------------------------------------------------------------------- |
| —                                                                   | —                                                                     | 1                                                                       |

Uruguay nahm an den Olympischen Sommerspielen 1932 in Los Angeles, USA, mit einer Delegation von einem Sportler (ein Mann) teil.

## Medaillengewinner

### Bronze
| Name(n)           | Sportart | Wettkampf |
| ----------------- | -------- | --------- |
| Guillermo Douglas | Rudern   | Einer     |

## Teilnehmer nach Sportarten

### Rudern
- Guillermo Douglas
Einer: Bronze